# Gigi (Lied)
Gigi ist ein Lied, das von Frederick Loewe und Alan Jay Lerner geschrieben und im Jahr 1958 für den Film Gigi verwendet wurde. In der von Louis Jourdan gesungenen Version wurde das Lied in der Oscarverleihung 1959 mit dem Oscar in der Kategorie Bester Song ausgezeichnet.
Das Lied wurde im Jahr 1958 von Billy Eckstine gecovert. Das Lied erreichte in seiner Version Platz 46 der Top 100 1959 in Großbritannien. In den britischen Charts erreichte der Titel Platz 11 und hielt sich 10 Wochen in den Top 20.